# Nikki Reed
Nicole Huston-Reed, bolje poznana kot Nikki Reed, ameriška filmska ter televizijska igralka, producentka in scenaristka, * 17. maj 1988, Los Angeles, Kalifornija, ZDA. Znana je postala leta 2003 s svojim prvencem Trinajstletnici, v katerem je igrala, zanj pa je napisala tudi scenarij. Od takrat se je pojavila še v številnih drugih filmih, kot so Gospodarji Dogtowna in Prvič za Mini. Ima tudi vlogo Rosalie Hale v filmski upodobitvi knjižne serije Somrak pisateljice Stephenie Meyer, filmih Somrak (2008), Mlada luna (2009) in Mrk (2010), podpisala pa je tudi pogobo za nadaljevanje svoje vloge v filmu Jutranja zarja.

## Zgodnje življenje
Nicole Huston Reed se je rodila mami Cheryl Huston, kozmetičarki in očetu Sethu Reed, za Emmyja nominiranemu režiserju. Ima starejšega brata, ki mu je ime Nathan August Reed in se je rodil 23. novembra 1986. Njen oče je Jud, njena mama pa ima indijanske prednike, prihaja pa iz Italije; Nikki Reed v otroštvu niso vzgajali v duhu kakršne koli vere, čeprav danes sama pravi, da je Judinja (njen brat je opravljal obred Bar micva).
Nikki Reed je svoje življenje doma opisala kot »zapleteno«. Njena starša sta se ločila, ko je imela dve leti, Nikki pa je odraščala z mamo v Culver Cityju, Kalifornija, kjer njena mama prebiva še danes. Njen oče je nekaj časa prijateljeval z režiserko Catherine Hardwicke, ki je kasneje režirala dva filma Nikki Reed: njen prvenec Trinajstletnici (2003) in prvi del uspešne filmske serije, film Somrak (2008). Sebe v tistem času je opisala kot »sramežljivo in veliko oboževalko knjig,« vendar je v starosti dvanajst let, ko se je šolala na šoli Palms Middle School, postala uporniška in čustveno drugačna. Razmerje med Nikki in njeno mamo je postalo napeto. Pri štirinajstih je bila Nikki Reed emancipirana; kasneje se je preselila in začela živeti na svojem. V tem času ni imela nobene specifične želje, da bi postala igralka. Kasneje, po izidu filma Trinajstletnici (2003), je Nikki Reed dejala:
Upala sem, da bodo dekleta po vsem svetu gledala film Trinajstletnici (2003) in se povezale z njim. Vendar se mi takrat ni niti dozdevalo, da bi lahko katero koli dekle okoli mene prebrodilo enake težave, kot sem jih jaz sama.

## Kariera

### 2003–2007:TrinajstletniciinGospodarji Dogtowna
Nikki Reed in režiserka Catherine Hardwicke sta scenarij za film Trinajstletnici dokončali v šestih dneh, kar je precej kratek čas za Hollywoodski scenarij. Film je bil avtobiografija Nikki Reed iz njenega uporniškega življenja, ki ga je imela pri trinajstih letih. Producenti so Nikki Reed vprašali, če bi rada igrala vlogo v filmu, saj so imeli težave z izbiranjem igralske ekipe, saj se je večina mladih igralk, ki so se potegovale za različne vloge, ob igranju raznih prizorov počutila »neprijetno«. Nikki Reed je povedala:
Ko smo končali snemanje filma Trinajstletnici (2003), se mi še niti sanjalo ni, da bi rada postala igralka. Tako sem odšla nazaj v srednjo šolo, kjer sem spoznala, da snemanja pogrešam. V igralstvo sem se zaljubila med snemanjem.
Film, v katerem sta poleg Nikki Reed igrali tudi Evan Rachel Wood in Holly Hunter, je izšel leta 2003 in prejel odlične ocene, kar je Nikki Reed dalo možnost, da se Hollywoodu uveljavi tako kot igralka kot tudi scenaristka. Po izidu filma se je Nikki Reed pojavila v mnogih pogovornih oddajah, vključno z The Ellen DeGeneres Show in gostila številne podelitve nagrad, vključno s podelitvijo nagrad Young Hollywood Awards leta 2003 in podelitvijo Independent Spirit Awards Nomination Show, ki mu je sledila podelitev nagrad West Independent Spirits Awards (ki je bila njena prva nagrada, delila pa si jo je s Catherine Hardwicke), obe iz leta 2004.
Nikki Reed je s svojo igralsko kariero nadaljevala in v glavnem še naprej upodabljala spolno promiskuitetne najstnice, vključno z likom v filmu Gospodarji Dogtowna, ki ga je režirala Catherine Hardwicke. Zgodaj leta 2006 se je pojavila v televizijski seriji O.C., kjer je zaigrala Sadie, novo simpatijo lika Ryana Atwooda. Nikki Reed je povedala, da se ne strinja s »trendovskimi in plitvimi stvarmi«, ki jih serija O.C. promovira, in da se je v seriji pojavila samo zato, ker ji je to svetoval njen agent. Sočasno z njo sta v seriji po naključju zaigrala tudi Cam Gigandet in Jackson Rathbone, njena kasneje sodelavca v filmu Somrak. Cam Gigandet in Nikki Reed sta skupaj odigrala eno izmed scen, v kateri je razkrito, da sta imela njuna lika v preteklosti razmerje.
Ena izmed njenih najbolj raznolikih vlog je bila vloga v filmu Prvič za Mini, ki je v omejeni izdaji v Združenih državah Amerike izšel 14. julija 2006. V filmu Nikki Reed igra najstnico, ki med zapeljevanjem vključi svojega očima v umor svoje mame. Nikki Reed je pojasnila, da lik »ne razume teže posledic,« in da je uživala v igranju takšnega lika. Njen lik sodeluje tudi v izrecno spolnih scenah, ki so jih morali snemati iz nasprotne strani Nikki Reed, saj je bila ob snemanju filma stara le šestnajst let in zato legalno ni smela snemati scen, v katerih sama pokaže kaj več.
Nikki Reed je napisala še en scenarij, ki se dogaja na Novi Zelandiji med šestdesetimi in osemdesetimi. Sama je povedala, da se je počutila kot »vsestranska igralka,« vendar ni zaigrala v filmu med »privlačnimi slabimi dekleti,« saj so ji producenti večkrat povedali, da je preveč »privlačna« za takšno vlogo.

### 2008–danes: SerijaSomrakin prihodnji projekti
12. februarja 2008 so potrdili, da bo Nikki Reed upodobila Rosalie Hale v filmski upodobitvi romana Stephenie Meyer, imenovanega Somrak. Kasneje je v javnost prišlo, da si Nikki Reed ne želi svojih naravno rjavih las pobarvati na svetle kljub temu, da je bila Rosalie v romanih opisana kot svetlolaska. V nekem intervjuju je povedala: »Moji lasje so izpadali. Vzelo nam je šestintrideset ur, da smo jih posvetlili, bila sem popolnoma pobeljena po vsej glavi in koži. V tem času smo testirali razne lasulje in podobno.« Junija 2008 je Nikki Reed napisala zahvalno pismo svojim oboževalcem, ker so podpirali njeno odločitev, da si ne bo pobarvala las. Film Somrak, v katerem so med drugim igrali tudi Kristen Stewart, Robert Pattinson, Jackson Rathbone, Ashley Greene, Taylor Lautner, Elizabeth Reaser, Peter Facinelli, Billy Burke, Cam Gigandet, Edi Gathegi in Rachelle LeFevre, je v Združenih državah Amerike izšel 21. novembra 2008.
V letu 2009 je izšlo nadaljevanje filma Somrak, film Mlada luna, kjer je Nikki Reed še naprej obdržala svojo vlogo Rosalie Hale, tretji del sage, film Mrk pa bo v kinematografe prišel junija letos.
Med radijskim intervjujem z Big O-jem in Dukes-om za WJFK 1067 je Jason Mewes povedal, da dela na filmu K-11 z Nikki Reed in Kristen Stewart. Film, ki ga bo režiserala mama Kristen Stewart, se dogaja v zaporu v Los Angeles Countyju, tako Nikki Reed kot Kristen Stewart pa bosta zaigrali lika moškega spola. Kakorkoli že, Nikki Reed je pred kratkim objavila informacijo, da ni več del projekta K-11. V letu 2010 je dobila nagrado Young Hollywood Awards za »superzvezdnico trženja.«
V juliju 2010 se je Nikki Reed pridružila igralski zasedbi prihajajočega filma Catch .44 poleg igralcev, kot so Bruce Willis, Forest Whitaker in Malin Akerman.

## Zasebno življenje
Po posnetem filmu Trinajstletnici se je Nikki Reed vrnila nazaj v svojo srednjo šolo v Los Angelesu, vendar je šolanje ponovno opustila čez leto dni. Dejala je, da ima izkušnje z »mamami, ki se med časom kosila v šoli vtihotapijo do mene in me nadlegujejo ter soočajo s filmom« in da je to glavni razlog za to, da se je odločila za šolanje na domu. Nazadnje je srednjo šolo tudi končala. Trenutno prebiva v Los Angelesu in New Yorku.
Nikki Reed je v juliju 2009 potrdila razmerje z devet let starejšim igralcem Parisom Kasidokostasom Latsisom, ki je bil včasih zaročen s Paris Hilton.
Je zelo dobra prijateljica z Evan Rachel Wood in Catherine Hardwicke, sodelavkama iz filma Trinajstletnici. Med svoje najljubše konjičke uvršča tudi jahanje.

## Filmografija

### Filmi
| Leto | Naslov              | Vloga                  | Opombe |
| ---- | ------------------- | ---------------------- | --- |
| 2003 | Trinajstletnici     | Evie Zamora            | Scenaristka Independent Spirit Award za najboljši debitanski nastop Nantucket Film Festival Screenwriting Award za najboljši scenarij (skupaj s Catherine Hardwicke) Young Hollywood Award za vredno ogleda - ženska Nominirana - Independent Spirit Award za najboljši prvi scenarij (skupaj s Catherine Hardwicke) Nominated-Phoenix Film Critics Society Award za najboljši originalni scenarij (skupaj s Catherine Hardwicke) Nominirana - Phoenix Film Critics Society Award za najboljši prebojni nastop za kamero Nominirana - Prism Award za najboljši nastop v filmu Nominirana - Satellite Award za najboljši originalni scenarij (skupaj s Catherine Hardwicke) Nominirana - Satellite Award najboljši nastop igralke v dramskem filmu (skupaj z Evan Rachel Wood) Nominirana - Washington D.C. Area Film Critics Association Award za najboljši originalni scenarij (skupaj s Catherine Hardwicke) |
| 2005 | Man of God          | Zane Berg              | |
| 2005 | Gospodarji Dogtowna | Kathy Alva             | |
| 2005 | American Gun        | Tally                  | Omejena izdaja |
| 2006 | Prvič za Mini       | Minerva »Mini« Drogues | Omejena izdaja Solistice Film Festival Award za najboljšo igralko |
| 2007 | Cherry Crush        | Shay Bettencourt       | |
| 2008 | Somrak              | Rosalie Hale           | Nominirana - Scream Award za najboljšo igralsko ekipo Nominirana - Teen Choice Award za najboljši novi ženski obraz |
| 2008 | Familiar Strangers  | Allison                | Delray Beach Film Festival Award za najboljšo igralsko ekipo Method Fest Independent Film Festival Award za najboljšo igralsko ekipo |
| 2009 | Mlada luna          | Rosalie Hale           | Young Hollywood Award za superzvezdnico trženja |
| 2009 | Last Day of Summer  | Stefanie               | Producentka Premiera 24. oktobra na filmskem festivalu Hollywood Film Festival; omejena izdaja |
| 2010 | Mrk                 | Rosalie Hale           | Končano |
| 2010 | Privileged          | Lauren Carrington      | |
| 2010 | Chain Letter        | Jessie Campbell        | |
| 2011 | Catch. 44           | Kara                   | V snemanju |

### Televizija
| Televizija | Televizija | Televizija       | Televizija |
| Leto       | Naslov     | Vloga            | Opombe |
| ---------- | ---------- | ---------------- | --- |
| 2006       | O.C.       | Sadie Campbell   | Stranska vloga, 6 epizod »The Heavy Lifting« »The Road Warrior« »The Journey« »The Undertow« »The Secrets and Lies« »The Day After Tomorrow« |
| 2006       | Justice    | Molly Larusa     | Stranska vloga, 1 epizoda »Addicts« |
| 2007       | Reaper     | Andi Prendergast | Le neizdan pilot |

### Videospoti
| Leto | Naslov pesmi     | Ustvarjalec                |
| ---- | ---------------- | -------------------------- |
| 2005 | Just Feel Better | Santana feat. Steven Tyler |

## Nagrade in nominacije
- Independent Spirit Awards:

2004 - Najboljši debitanski nastop za Trinajstletnici - dobila
2004 - Najboljši prvi scenarij za Trinajstletnici (skupaj s Catherine Hardwicke) - nominirana
- Nantucket Film Festival:

2003 - Najboljši scenarij za Trinajstletnici (skupaj s Catherine Hardwicke) - dobila
- Phoenix Film Critics Society Awards:

2004 - Najboljši originalni scenarij za Trinajstletnici (skupaj s Catherine Hardwicke) - nominirana
2004 - Najboljši prebojni nastop za kamero za Trinajstletnici - nominirana
- Prism Awards:

2004 - Najboljši filmski nastop za Trinajstletnici - nominirana
- Satellite Awards:

2004 - Najboljši originalni scenarij za Trinajstletnici (skupaj s Catherine Hardwicke) - nominirana
2004 - Najboljši nastop igralke v dramskem filmu za Trinajstletnici (skupaj z Evan Rachel Wood) - nominirana
- Teen Choice Awards:

2009 - Najboljši novi ženski obraz - nominirana
- Washington DC Area Film Critics Association Awards:

2003 - Najboljši originalni scenarij za Trinajstletnici (skupaj s Catherine Hardwicke) - nominirana
- Scream Awards:

2008 - Najboljša igralska ekipa za Somrak - nominirana
- Young Hollywood Awards:

2004 - Vredno ogleda - Ženska za Trinajstletnici - nominirana
2009 - Superzvezdnica trženja za Mlada luna - dobila
- Delray Beach Film Festival:

2008 - Najboljša igralska ekipa za Familiar Strangers - dobila
- Method Fest Independent Film Festival:

2008 - Najboljša igralska ekipa za Familiar Strangers - dobila
- Solistice Film Festival Award:

2006 - Najboljša igralka za Prvič za Mini - dobila